# ハワード・ゴードン
ハワード・ゴードン（Howard Gordon, 1961年3月31日 - ）は、アメリカ合衆国のテレビ脚本家、プロデューサーである。
フォックスの『24 -TWENTY FOUR-』、NBCの『アウェイク 〜引き裂かれた現実』などを製作総指揮、ショウタイムの『HOMELAND』を企画した。

## 生い立ち
ニューヨーク州ニューヨーク市クイーンズ区で生まれる。1984年にプリンストン大学を卒業後、カリフォルニア州ロサンゼルス に移ってアレックス・ガンサと共にテレビで脚本家のキャリアを始める。

## キャリア
1980年代後半より『私立探偵スペンサー』などの脚本を執筆する。『美女と野獣』でプロデューサーの1人を務めた。
1990年代には『Xファイル』を20話脚本し、またスーパーバイジングプロデューサー、共同エグゼクティブプロデューサー、エグゼクティブプロデューサーを務めた。
1997年にはジョス・ウィードン企画の『バフィー 〜恋する十字架〜』、次いで1999年には同じくウィードンが製作した『エンジェル』に参加した。
2001年よりフォックスで始まった『24 -TWENTY FOUR-』に参加する。

### 『HOMELAND』
『24 -TWENTY FOUR-』の終了後、ゴードンはアレックス・ガンザと共にイスラエルのテレビドラマ『Prisoners of War』を原作としたスリラー『HOMELAND』をショウタイムで企画した。『HOMELAND』は2011年より放送が始まり2020年に終了した。
2012年、ゴードンは『HOMELAND』のパイロットエピソード「英雄の帰還」を執筆したことによりプライムタイム・エミー賞脚本賞（ドラマ部門）を受賞した。また番組はプライムタイム・エミー賞作品賞（ドラマ部門）を獲得した。